# EssilorLuxottica
EssilorLuxottica SA er en fransk-italiensk optik- og eyewearvirksomhed. De designer, producerer og markedsfører briller, kontaktlinser og solbriller. Desuden producerer de optisk udstyr. Virksomheden blev etableret 1. oktober 2018 ved en fusion mellem italienske Luxottica og franske Essilor. EssilorLoxottica kendes for brands som Ray-Ban, Oakley, Michael Kors, Varilux, Crizal, Transitions og LensCrafters. I 2021 havde de en omsætning på 14,4 mia. euro.